# Trofeu Vila de Noja
El Trofeu Vila de Noja és una cursa ciclista femenina d'un dia que es disputa a Noja a Cantàbria. Creada al 2016, és puntuable per la Copa d'Espanya de ciclisme.

## Palmarès
| Any  | Vencedora   | Segona           | Tercera      |
| ---- | ----------- | ---------------- | ------------ |
| 2016 | Mavi García | Anna Kiesenhofer | Eider Merino |
| 2017 | Paola Muñoz | Ana Usabiaga     | Mavi García  |